# 森川嘉男
森川 嘉男（もりかわ よしお、1945年12月23日 - ）は、日本の競歩選手である。
1976年モントリオールオリンピックで男子20キロメートル競歩に出場した。1973、1974年に日本陸上競技選手権大会男子20キロメートル競歩で優勝した。

## 参照資料
1. ↑  “Yoshio Morikawa Olympic Results”.  Sports Reference LLC. 2020年4月17日時点のオリジナルよりアーカイブ。2017年12月1日閲覧。